# Lista över bankbyggnader i Stockholm
Lista över byggnader i Stockholm där en bank stått som byggherre eller motsvarande:
| Bild | Huvudartikel Fastighet           | Bank                                                   | Adress                                   | Byggnadsår      | Ursprunglig arkitekt          |
| ---- | -------------------------------- | ------------------------------------------------------ | ---------------------------------------- | --------------- | ----------------------------- |
|      | kv Pluto                         | Sveriges riksbank                                      | Järntorget                               | 1675-1682       | Nicodemus Tessin d.ä.         |
|      | kv Proserpina                    | Sveriges riksbank                                      | Österlånggatan 5                         | 1772            | Carl Johan Cronstedt          |
|      | kv Pan                           | Stockholms Enskilda Bank                               | Lilla Nygatan 27 - Stora Nygatan 40-42   | 1860-1863       | Johan Fredrik Åbom            |
|      | kvarteret Cerberus 2             | Stockholms Handelsbank                                 | Kornhamnstorg 4                          | 1865            | Johan Fredrik Åbom            |
|      | kv Merkurius 1, 2, 10, 11        | Skandinaviska Kreditaktiebolaget                       | Storkyrkobrinken 7 - Västerlånggatan 16  | 1873-1876       | Ernst Jacobsson               |
|      | kv Johannes Större 1,2,8         | Stockholms Inteckningsaktiebolag                       | Fredsgatan 2                             | 1874-1876       | Ernst Jacobsson               |
|      | kv Milon 12                      | Industrikreditaktiebolaget i Stockholm                 | Munkbron 9                               | 1891-1893       | Erik Josephson                |
|      | kv Rosenbad 4                    | Stockholms stads sparbank                              | Fredsgatan 9                             | 1894-1897       | Aron Johansson                |
|      | kv Jakob Mindre 8                | Stockholms Handelsbank                                 | Gustav Adolfs torg 16                    | 1895-1896       | Gustaf Lindgren&Agi Lindegren |
|      | kv Rosenbad 3                    | Skånes Enskilda Bank                                   | Drottninggatan 5, Fredsgatan 7           | 1897-1900       | Gustaf Wickman                |
|      | kvarteret Helgeandsholmen        | Sveriges riksbank                                      | Riksgatan 1-3                            | 1897-1906       | Aron Johansson                |
|      | kv Styrpinnen 15                 | Hernösands enskilda bank                               | Kungsträdgårdsgatan 16                   | 1898-1901       | Erik Lallerstedt              |
|      | kv Rosenbad 5                    | Nordiska Kreditbanken                                  | Drottninggatan 1-3                       | 1899-1901       | Ferdinand Boberg              |
|      | kv Johannes Större 3             | Sundsvalls enskilda bank                               | Fredsgatan 4                             | 1900-1902       | Gustaf Wickman                |
|      | kv Bootes 7,8                    | Mälareprovinsernas Enskilda Bank                       | Skeppsbron 8                             | 1901-1902       | Erik Josephson                |
|      | kv Tigern 4,5,6                  | Bankaktiebolaget Stockholm-Öfre Norrland               | Fredsgatan 10                            | 1902-1904       | Ernst Stenhammar              |
|      | kv Näckebro                      | Stockholms Handelsbank                                 | Kungsträdgårdsgatan 4                    | 1902-1905       | Erik Josephson                |
|      | kvarteret Fersenska terrassen 2  | Stockholms köpmansbank                                 | Arsenalsgatan 9                          | 1905-1906       | Hjalmar Westerlund            |
|      | kv Loen 5                        | Tjenstemannabanken                                     | Drottninggatan 15                        | 1906-1908       | Ernst Stenhammar              |
|      | kv Loen 4                        | Sundsvalls Handelsbank                                 | Drottninggatan 17                        | 1906-1908       | Thor Thorén                   |
|      | kv Lejonet 3                     | Sydsvenska kreditaktiebolaget                          | Drottninggatan 4, Fredsgatan 5           | 1906-1909       | Gustaf Wickman                |
|      | kv: Överkikaren 6                | Bankaktiebolaget Stockholm-Öfre Norrland               | Hornsgatan 8                             | 1907-1909       | Ernst Stenhammar              |
|      | kv Åskslaget 6, 7, 18            | Göteborgs Bank                                         | Brunkebergstorg 16-20                    | 1907-1909       | Ernst Stenhammar              |
|      | kv Näckström 6                   | Bankirfirman Öhman, samt Kommanditboloaget Aronowitsch | Arsenalsgatan 8                          | 1907-1909       | Thor Thorén                   |
|      | kv Näckström 24                  | Bankaktiebolaget Södra Sverige                         | Arsenalsgatan 6                          | 1907-1910       | Thor Thorén                   |
|      | kv Milon 11                      | Skandinaviska Kreditaktiebolaget                       | Stora Nygatan 10-12                      | 1907-1912       | Erik Josephson                |
|      | kv Diana 1                       | Bankaktiebolaget Stockholm-Öfre Norrland               | Skeppsbron 18                            | 1909-1910       | Hagström & Ekman              |
|      | kv Jakob Mindre 10               | Sveriges Privata Centralbank                           | Gustav Adolfs torg 18 - Regeringsgatan 4 | 1912-1914       | Isak Gustaf Clason            |
|      | kv Näckström 21                  | Stockholms Enskilda Bank                               | Kungsträdgårdsgatan 8                    | 1912-1915       | Ivar Tengbom                  |
|      | kvarteret Jupiter större 2, 9    | Stockholms enskilda bank                               | Hornsgatan 1-3                           | 1913-1915       | Ivar Tengbom                  |
|      | Vinkelhaken 9                    | Stockholms Handelsbank                                 | Drottninggatan 78                        | 1913-1915       | Erik Josephson                |
|      | kv Vinstocken 1-4                | Skandinaviska Kreditaktiebolaget                       | Gustav Adolfs torg 22-24                 | 1915-1918       | Erik Josephson                |
|      | kv Brunkhuvudet 1                | Nordiska Handelsbanken                                 | Malmtorgsgatan 3                         | 1918-1920       | Ernst Stenhammar              |
|      | kvarteret Skravelberget mindre 9 | Sveriges Kreditbank                                    | Norrmalmstorg 2                          | 1920, ombyggnad | Torben Grut                   |
|      | kv Packarhuset 4                 | Sydsvenska banken                                      | Norrmalmstorg 1                          | 1930-1932       | Ivar Tengbom                  |
|      | kv Styrpinnen 22                 | Skånska banken                                         | Kungsträdgårdsgatan 20                   | 1943-1945       | Ivar Tengbom                  |
|      | kv Hägern Större 15              | Länssparbanken Stockholm                               | Klarabergsgatan 25                       | 1957-1960       | Curt Björklund                |
|      | kvarteret Jupiter större 12      | Sparbankernas bank                                     | Hornsgatan 5-7, Peter Myndes backe 12-14 | 1960-1962       | Ahlgren-Olsson-Silow          |
|      | kv Hästskon 12                   | Skandinaviska banken                                   | Sergels torg                             | 1963-1966       | Kjell Ödeen                   |
|      | kv Putten 15                     | Göteborgs Bank                                         | Sveavägen 14 - Malmskillnadsgatan 23-25  | 1963-1967       | Anders Tengbom                |
|      | Sparbankernas hus                | div. Sparbanksorgan                                    | Drottninggatan 29-27                     | 1967-1970       | Boijsen & Efvergren           |
|      | kv Fyrmörsaren                   | Sveriges riksbank                                      | Brunkebergstorg                          | 1967-1976       | Peter Celsing                 |
|      | kv Järnplåten 29                 | Skaraborgs enskilda bank                               | Oxtorgsgränd 2                           | 1968-1971       | Halper och Karlén             |
|      | kv Hästen 23                     | PKbanken                                               | Hamngatan 12                             | 1970-1974       | Backström & Reinius           |
|      | kv Spektern                      | Stockholms stads sparbank                              | Hamngatan 31 - Regeringsgatan            | 1971-1975       | Carl Nyrén                    |
|      | kv Trollhättan 29                | Sveriges investeringsbank                              | Malmskillnadsgatan 32, Hamngatan 37      | 1973-1975       | Boijsen & Efvergren           |
|      | kv Trollhättan 33                | Sparbankernas bank                                     | Brunkebergstorg 4-10                     | 1973-1977       | Boijsen & Efvergren           |
|      | Bankhus 90                       | SEB                                                    | ?                                        | 1989-1992       | Rosenbergs Arkitekter         |